# 知性化シリーズ
『知性化シリーズ』（ちせいかシリーズ、The Uplift series）は、アメリカのSF作家デイヴィッド・ブリンによるSF小説シリーズである。長編4本（うち1本は3部作）、短編3本（うち1本は長編の原型）が発表され、長編の日本語版は酒井昭伸の訳によりハヤカワ文庫から刊行されている。

## 概要
超光速航法を開発し太陽系外に進出したヒトは、超空間を通してつながっている5つの銀河系が、「列強諸属（ギャラクティックス）」と呼ばれるいくつもの異種生命体たちによって制覇されていることを知る。それら列強諸属は準知的生物を知性化して自らの従僕「類属（クライアント・レース）」とし、彼らの「主属（パトロン・レース）」として君臨していた。列強諸属自身、かつては類属であり自らの主属によって知性化された存在であった。知的生命体は全ていずれかの主属により知性化されたもので、その知性化の流れは20億年以上前の伝説的な存在〈始祖〉によって始められたとされる、侵すべからざる神聖な掟であった。
〈始祖〉以来のあらゆる知識が蓄積されているという〈ライブラリー〉にも、〈始祖〉を除いて独力で超光速航行を達成した種属はまったく記録されておらず、むしろあり得ないこととされており、列強諸属は主属を持たないヒトを異端視しながらも、既にチンパンジーとイルカの知性化に手を付けていた彼らを主属として扱わざるを得なかった。比較的穏健な2・3の種属系列の助けによって、アースリング（ヒトとその類属で構成される系列）はいくつかの太陽系外惑星に植民することを認められたが、列強の多くは隙あらば彼らを征服するか滅ぼそうとしていた。
シリーズが進むにつれて、知性化は中途半端に知性を持ってしまった生物による環境破壊、とりわけ同じ惑星に住む他の生物を絶滅させてしまうことを防ぐための手段でもあることが明かされていく。酸素大気惑星は原住生物のもので、そこに植民する種属は惑星を領有するのではなく一定期間（最短で6千年、最長で300万年またはそれ以上）貸与されるだけであり、惑星全体の環境や知性化可能段階に達していない生物への影響をなるべく抑えなければならない。貸与期間が過ぎれば可能な限り原状回復した上で退去し、別の種属が植民するまでは休閑期間が設けられる。列強諸属の代表からなる植民協会がそれを管理しており、他にもライブラリー協会や知性化協会などが存在する。
列強諸属はすべて酸素呼吸生物だが、《知性化の嵐》の終盤には水素呼吸生物や更に奇妙な生命形態も登場する。
第1作『サンダイバー』以外は登場人物たちが複数のグループに別れ、それぞれのグループの行動が絡み合いながらストーリーが進行する。

### 長編

#### サンダイバー
Sundiver（1980年）/ 1986年9月、ISBN 4150106851
ファースト・コンタクトから半世紀と経っていない西暦2246年（太陽系外で異星人と遭遇した恒星船が帰還したのは、デムワが10歳の時だった）、地球には異星人居留地や〈ライブラリー〉の分館が設けられ、銀河社会への仲間入りを果たしつつある一方、自分たちは自力で知性を獲得したと主張する〈毛皮派〉と、実は自分たちも知性化されたと主張する〈開化派〉の争いも起きていた。かつて敏腕捜査官だったジェイコブ・デムワは、2年前に妻を失ってから第一線を退いていたが、旧知の異星人によって居留地へ呼び出される。太陽の彩層に住む知的生物らしきものが発見され、彼らこそが人間の主属ではないかという疑いが持たれていた。水星基地を訪れたデムワは、様々な思惑を持つ地球人や異星人と共に、地球の在来技術と〈ライブラリー〉の技術を組み合わせた探査船で太陽内部に突入する。

#### スタータイド・ライジング
Startide Rising（1983年）/ 1985年10月、ISBN 4150106363（上）、ISBN 4150106371（下）
ファースト・コンタクトから二百数十年後、知性化されたイルカをメインクルーとする外宇宙船〈ストリーカー〉が銀河辺境を訓練航行中、一隻が月ほどもある巨大宇宙船団の遺跡を発見する。その古さ（数十億年前）と規模から伝説の〈始祖〉の船団であろうと推測されるそれらの情報を、軽率なクルーが地球に向けて送信したために、その内容が列強諸属によって傍受されてしまった。
〈始祖〉への接近は種属間のヘゲモニーに計り知れない影響を与えるため、列強諸属は〈ストリーカー〉を拿捕して情報を独占すべく、艦隊を出動させた。追われる〈ストリーカー〉は逃走中にダメージを受け、海洋惑星キスラップの海底に潜伏した。キスラップ宙域には列強諸属が殺到し、互いに戦端が開かれる。一方、〈ストリーカー〉のイルカたちにはキスラップの過酷な自然の犠牲となる者や、ストレスから先祖返りの兆候を示す者が続出し、反乱を企てる者まで現れる。混沌とする情勢のなか、残ったクルーたちは墜落した宇宙戦艦を利用して船を偽装し、強力な列強艦隊から逃れようとする。
1983年ネビュラ賞、1984年ヒューゴー賞、ローカス賞受賞。

#### 知性化戦争
The Uplift War（1987年）/ 1990年6月、ISBN 4150108722（上）、ISBN 4150108730（下）
列強諸属のグーブルーは、〈ストリーカー〉を追うだけでなくアースリングに貸与された植民惑星ガースにも艦隊を派遣する。艦隊を指揮する3人の〈冠首〉はグーブルーの支配階級たる貴巣族の新たなメンバー候補であり、ガース遠征はその中の誰が主導権を握るかの争いでもあった。
ガース防衛軍の貧弱な宇宙艦隊を蹴散らしたグーブルーはヒト用に調合された遅効性の毒ガスを散布し、出頭した者に解毒剤を与えることでヒトの抵抗を封じる。残されたチンパンジーたちは抵抗運動を繰り広げるが、知性化の「失敗作」として生殖の権利を制限されていた者たちの中には侵略者に迎合する者も現れる。一方、ガースの山岳地帯では極秘裏にゴリラの知性化研究が行われていた。ゴリラの痕跡や曖昧な目撃情報は幻の準知的生物“ガースリング”の伝説を生み、グーブルーやガースに駐在していた異種属の大使たちを翻弄していく。
グーブルーは恭順したチンパンジーたちを使って、彼らを自分たちの類属に組み込むための儀式を行おうとするが、相次ぐ乱入者によって儀式は大混乱に陥る。
1988年ヒューゴー賞、ローカス賞受賞。

#### 《知性化の嵐》三部作
The Uplift Storm Trilogy

##### 変革への序章
1. Brightness Reef（1995年）/ 2001年9月、ISBN 4150113718（上）、ISBN 4150113726（下）
休閑宣言により知的生物の立入が禁止されている惑星ジージョには、過去数千年の間にいくつもの種属が難民として流れ着き不法入植していた。リモートセンシングによる探知を避けるためにあらゆる機械や情報記録媒体を放棄した彼らは原始的な生活を余儀なくされていたが、300年近く前にやってきた最も新しい不法入植種属であるヒトは、知性化によって文明以前の段階から一気に高度情報化社会へ到達した他種属が知らない「紙に文字を印刷する」という革新的な技術を持ち込み、外の社会とは逆に他種属がヒトの影響を受けつつ共存していた。ある日、不法入植者たちの恐れていた列強諸属の一つローセンがジージョに現れるが、彼らは査察者ではなくジージョの遺伝子資源を狙う犯罪者だった。

##### 戦乱の大地
1. Infinity's Shore（1996年）/ 2002年9月、ISBN 4150114145（上）、ISBN 4150114153（下）
不法入植者たちは自分たちを種属同士で争わせて滅亡に導き、口封じを図ろうとするローセンの遺伝子略奪者たちの陰謀を暴いたものの、更に凶悪な列強諸属ジョファーが来襲する。その頃、ヒトの冒険小説に熱中するあまり、手作りの潜水艇で海中探検に乗り出した異種属の若者たちは、深海に潜伏していた〈ストリーカー〉に遭遇する。ローセンもジョファーも、件の船を追ってジージョへやってきたのだった。

##### 星海の楽園
1. Heaven's Reach（1998年）/ 2003年10月、ISBN 4150114609（上）、ISBN 4150114617（下）
〈ストリーカー〉は数人の不法入植者を連れてジージョを脱出した。ジョファーの戦艦〈ポルクジイ〉の追撃を受けつつ逃避行を続けるうち、宇宙膨張によって銀河同士を結んでいた超空間ネットワークが引き裂かれる「大断裂」が近付いていることが明らかになる。数億年に一度の巨大災害を前に、隠棲していた古き種属たちが活動を再開し、〈ストリーカー〉と〈ポルクジイ〉は彼らの壮大な計画に巻き込まれていく。

### 短編
キスラップの潮流
The Tides of Kithrup（Analog, 1981年5月）/ 新時代社「SFの本」8号、1985年10月
『スタータイド・ライジング』の原型。本作のみ福本直美訳。
誘惑
Temptation（Far Horizons, Robert Silverberg 編、1999年）/ ハヤカワ文庫『SFの殿堂 遥かなる地平 1』、2000年9月
《知性化の嵐》でジージョに残ったイルカたちの後日談。
知性化の曙
Life in the Extreme（Popular Science, 1998年8月）/ 早川書房「SFマガジン」546号、2001年10月
ファーストコンタクトより前、ヒトがイルカの知性化を始めたばかりの頃のエピソード。

## 登場種属
多くの種属は、その先祖が準知的生物にまで進化した惑星の名前が付けられる。正式名称は種属自身を表す名の後に「その種属の主属ないし元主属」「その種属の類属ないし元類属」などを並べる。例えば A という種属の正式名称が「A = 従 = B = 従 = C = 従 = D = 主 = X = 主 = Y = 主 = Z」ならば、B は A を知性化した種属、C は B を知性化した種属、D は C を知性化した種属で、この系列で現存する最古の種属、X - Z はいずれも A に知性化された種属である。
類属は原則として、自らを知性化した主属に対し10万年の奉仕義務を負う。ヒトは原則を無視してチンパンジーやイルカを自分たちとほとんど対等に扱っているが、彼らの知性化を始めてからまだ数百年しか経っていないため、遺伝子操作や血統による選別は続けている。

### 地球種属系列（アースリング）
- ヒト = 主 = ネオ・チンパンジー = 主 = ネオ・ドルフィン
ライブラリーや主属の導きなしに宇宙航行を果たしたため、「鬼子種属」または「孤児種属（ウルフリング）」とも呼ばれている。
その言動は良くも悪くも宇宙の混乱を招くため、温厚的な種族からも煙たがられている。
- ネオ・チンパンジー = 従 = ヒト
地球式の分類学に基く名称は「パン・アルゴノステス」。
『サンダイバー』時代のチンパンジーは言葉を話すのが不可能ないし困難であり、意思疎通には手話やワードプロセッサーを必要としたが、『スタータイド・ライジング』や『知性化戦争』の時代には普通に会話できるようになっている。学者やエンターティナーとして活躍する者が居る一方で、まだ知性化の途中であり、時にそれが混乱を呼ぶ一因となっている。
- ネオ・ドルフィン = 従 = ヒト
地球式の分類学に基く名称は「トゥルシオープス・アミクス」。
アースリングの共通語であるアングリックや各種銀河語を話せるようになったほか、後頭部に神経に直結した端子が埋め込まれ、それを介して機器を操作することができる。イルカ語は詩や俳句として表現される。とっさの時の判断力や三次元空間把握・認識能力は人間よりも優れており、地球系列の優秀なパイロットの多くはイルカである。
ネオ・ドルフィン以外のクジラ目は準知的生物として扱われており、実験的にそれらの遺伝子を組み込まれたネオ・ドルフィンも存在する。なお、クジラの歌はアースリングの数少ない輸出品の一つとなっている。

他にネオ・ドッグやネオ・エレファントなどを生み出す研究も計画されていたが、ヒトが銀河社会に受け入れられる代償として地球出身の準知的生物を新たに知性化することは禁止された。

### アースリングに友好的な種属
- カンテン = 従 = リンテン = 従 = シクル = 主 = ニッシュ
植物生命体。根を動かして移動することもできるが、じっとしていれば観葉植物にしか見えない。
- シンシアン = 主 = ワズーン
アナグマに似た小柄な種族で、病的なまでに臆病である。そのためか、勇敢なシンシアンは矛盾そのものであり、他種属からみても奇異なものとして認識されている。
- ティンブリーミー = 従 = カルトマー = 従 = ブルマー = 従 = クラルニス = 主 = ティトラル（タイトラル）
ヒトと最初に遭遇した列強諸属。人間によく似た外観の哺乳類型生物で、激しい運動をする時は特殊な酵素の働きで筋肉や骨格を最適な状態に変化させる（その能力を応用すれば、体型や顔つきもヒトに似せることができる）。また、感情を視覚的なイメージに変換した「情動グリフ」を実体化させたり、それを感知したりできる。手の込んだ悪ふざけを好む。
- テナニン = 従 = ウォルトル = 従 = コシュ = 従 = ロシュ = 従 = トゥストゥーン = 主 = パイミン = 主 = ラムミン = 主 = インニン = 主 = オルミミン
全身を甲皮に覆われ、トサカと呼吸用のえらがある爬虫類型種属。地球系列種属を保護下（という名目で従属化）に於くため、長年アースリングやティンブリーミーと敵対していたが、惑星ガースでのある事件をきっかけに一転して同盟者となる。謹厳実直な気風で、環境保護と知性化を列強諸属の一員としての高貴な義務とみなしている。

### アースリングに敵対的な種属
- グーブルー = 従 = グークシュ = 主 = クワックー
鳥に似た生物。知性化される際に飛行能力を失ったが、先祖の本能の多くを受け継いでおり、その最大のものが性分化儀礼である。すべてのグーブルーは性別を持たずに生まれ、3人の中性者が一つの目的のために協力し、競争し、コンセンサスを形成することで、3人のうち最も優れた者が雌に、他の2人が雄になって三人婚の関係を結ぶ。高い知性を持つ一方で、儀礼や慣習を重んじる性格であり、時にその為に地球人やティンブリーミーに痛い目に遭わされてきた。
知性化戦争の事件の結果、地球系列と消極的ながらも和平条約を締結し、少なくとも戦争行為は行わなくなった。
- ジョファー
ドーナツ型の「嚢環（のうかん）」を円錐状に積み上げたような形の生物。個々の嚢環は準知的生物であると同時に、知的生物に必要とされる機能のどれか一つに特殊化しており、それらが「統制環」によって統合されて単一の個体を形成する。元はトレーキという名の穏やかな種属だったが、オアイリエが彼らの養育権を引き取り、新たに作り出した統制環を加えることで強力にして冷酷、異常なまでに支配欲の強いジョファーへと変貌させた。
- ソロ = 従 = ハル = 従 = パバール = 主 = パハ = 主 = ジェロ = 主 = キシャ
女性が支配階級にある爬虫類型の列強種属。類属の遺伝子をいじりまわすことと敵対者を残忍に弄ぶことで悪名高い。始祖を崇め、始祖が創設した知性化やライブラリーを重んじる一方で、中立なはずの知性化・ライブラリー協会にスパイを送り込んでいる。
- タンデュー = 従 = Nght6 = 主 = 〈受容者〉 = 主 = エピシアーク
地球人に最も恐れられている列強種属であり、カマキリに似た姿らしいが頭が無くなっても活動できる。ソロ族以上に類属を改造するため知性化協会からはたびたび抗議を受けている。類属のエピシアークは強烈な現実否定によって無から有を生じさせる超能力者であり、< 受容者 > は全ても無条件に受け入れる生体レーダーとでも言うべき存在である。
- ピラ = 従 = キシャ = 従 = ソロ = 従 = ハル = 従 = パバール = 主 = プリング
小型の熊に似た生物。50万年ほど前に知性化されたが、主属だったキシャに聖戦（ジハド）を挑み、ソロの支持を得て奉仕期間の短縮を勝ち取った。『サンダイバー』の時代、地球に建設された〈ライブラリー〉分館の館長はピラが勤めていた。類属のプリングは巨大な一つ目を持ち、視覚が発達している。
- ブラザーズ・オブ・ザ・ナイト（ ブラザーズ・オブ・ザ・ナイト = 従 = ナイトハンターズ = 主 =?）
抜群の環境適応能力を持った宇宙航行種属。描写や詳細は少ないが、手が四本あり、地球人の機械エラでは充分に濾過出来ないキスラップの海水中でも問題なく活動できる。条件付きだが、パハやタンデューの戦士もあっさり倒してしまうなど、その戦闘力は高い。
- ローセン（ = 主 = ヒト?）
ヒトの主属を自称し、それを信奉するヒトの一団「デニク派」を従える種属。体格はヒトよりやや大きく、ヒトを神々しくしたようなマスクを被っている（デニク派はそれが素顔だと信じている）。
- プタカ
詳細は不明だが、惑星キスラップから脱出しようとする〈ストリーカー〉を追尾するために、戦闘艦を派遣した。

### アースリングに中立的な種属
- ザティンニ
詳細は不明だが、宇宙の行商人的活動を行っているらしい。イルカを狙う列強の一つとして登場する一方で、戦争目前のガースに中古宇宙船を売りに来たり、クジラの歌と引き替えにさまざまな機械を売っているザティンニの商人が劇中に登場している。

### 惑星ジージョの不法入植種属
グレイバーを除く6種属は「属際連盟」を構成している。
グケック
脚の代わりに横に並んだ2個の車輪を持つ生物。原因は不明ながらジョファーの恨みを買っており、ジージョ以外の銀河社会では既に絶滅している。
トレーキ
ポアにより知性化されたのち、オアイリエによる再改造を拒んで逃げ出した者たち。統制環がないために強力な自我を持たず、常に一人称複数形で思考する。様々な化学物質を合成する能力（を備えた嚢環）を持つことからジージョでは薬剤師などの仕事に就いているが、ジョファーそっくりの姿をしているため新しい種属がジージョへやってくるたびに誤解され、時には悲劇も起きた。
グレイバー
ジージョに入植後、準知的生物へと退化した種属。他の不法入植種属の間にも、グレイバーの後を追って退化することで不法入植の罪を許され、いつの日か再び知性化されることによって救済されるという思想が広まっている。
ケウエン
ヒトデのような放射相称の体構造を持ち、甲殻類のような外骨格に覆われた生物。
フーン
大きなのどぶくろを持つ、ヒトに似た生物。銀河社会のフーンはアースリングに敵対とは行かないまでも非好意的な、陰気な官僚的種属だが、ジージョに住むフーンは歌を愛する陽気な船乗りたちである。
ウル
4本の脚と2本の腕を持つケンタウロスのような生物。雄は大人になっても雌よりずっと小さく、雌の体にある左右一対の育児嚢の中で暮らしている（子供ができると追い出される）。
ヒト
『サンダイバー』前後の時期に、最悪の事態に備えて地球の文化を保存するために送り出された。ネオ・チンパンジー（知性化初期の段階に止まっており、話すことはできない）もいるが、属際連盟の正式メンバーには含まれていない。

### その他の酸素類種属
カランク%
1億年ほど前、知性化の過程で虐待に等しいレベルの生体改造を受けた種属。惑星キスラップに隠棲したのち消息を絶ち、絶滅したと見られていたが、〈ストリーカー〉によって再発見される。
キークィー
惑星キスラップに生息している水陸両棲の準知的生物。〈ストリーカー〉はキスラップを脱出する際、ヒトの新たな類属候補として数体を乗せていく。
ブユル
50万年前まで惑星ジージョに合法的に住んでいた種属。ジージョを含む星域全体が休閑地に指定されて退去する際、色々な仕掛けを残していった。
ブルラリ
5万年前に惑星ガースに入植した種属。いずれは準知的生物になったかもしれない多くの生物を絶滅させるという大罪を犯し、列強諸属の懲罰部隊によって滅ぼされた。ブルラリを知性化したナハリも監督責任を問われて（惑星ガースで大虐殺を起こした時点で、既にブルラリは類属としての奉仕期間を終えていたが）、他種属の類属に降格された。なお、ヒトが銀河文明との接触以前にいくつもの地球生物を絶滅させたことは隠蔽されており、ヒト自身ですら知る者は少ない。

### 酸素類以外の種属
水素類
物語に登場するのは宇宙空間を泳ぐ巨大なイカに似た姿のものが登場している。酸素呼吸種属と積極的に交流することはないが、敵対したときは惑星消滅レベルの騒動が起こることになる。
機械類
コンピューター・ロボットを主体とする種族であり、銀河系第七渦状肢が機械文明で有名。かつてソロの従属パハの戦士が第七渦状肢文明への使節団の警護要員として派遣され、無法機械（ネオチンパンジーの戦士ファイベン・ボルジャーの表現によれば「バーサーカー？」）の一団に攻撃されている同文明所属の貨物船を救助したことがライブラリーに記録されている。なお、このパハの戦士は、余計な介入をしたとしてソロ族に処刑されている（後に名誉回復）。
隠棲類
かつては列強種属の一員であったが、生物的に老成し、赤色矮星をフラクタル状の構造物で覆った隠遁用のコロニーに引きこもってゆっくりと滅亡の道を歩んでいる。
超越類
精神的な高見に達し、通常世界から解き放たれて始祖にまみえる時を待つだけとなった、列強種族もおいそれとは手出しできない存在。銀河の騒動に積極的に関わる野望も何もないと思われていた。
思念類
肉体をなくし純粋な精神のみになった種族。